# Chrysosoma arrogans
Chrysosoma arrogans är en tvåvingeart som beskrevs av Octave Parent 1934. Chrysosoma arrogans ingår i släktet Chrysosoma och familjen styltflugor. Inga underarter finns listade i Catalogue of Life.